# Centrala hidroelectrică din Timișoara
Centrala hidroelectrică din Timișoara a fost inaugurată în anul 1910, pe Canalul Bega, la Timișoara, și este în prezent una dintre cele mai vechi hidrocentrale de pe teritoriul actual al României. Ea este un monument istoric aflat pe teritoriul municipiului Timișoara, având codul LMI TM-II-m-A-06094.
Situată pe strada Frederic Chopin nr. 1, în cartierul Fabric, reprezintă unul dintre cele mai vechi și importante vestigii industriale din oraș. „Un scurt istoric arată că, la data de 3 mai 1910, în capitala Banatului se punea în funcțiune Uzina Hidroelectrică, ridicată pe cursul canalului Bega, după proiectul inginerului șef de la acea vreme al orașului, Emil Szilard. Aceasta este una dintre primele hidrocentrale construite în Europa și prima centrală hidroelectrică de tip centrală-baraj ridicată pe teritoriul actual al României.
Din 10 decembrie 2017 centrala va fi inclusă în obiectivele turistice al Timișoarei.

## Imagini

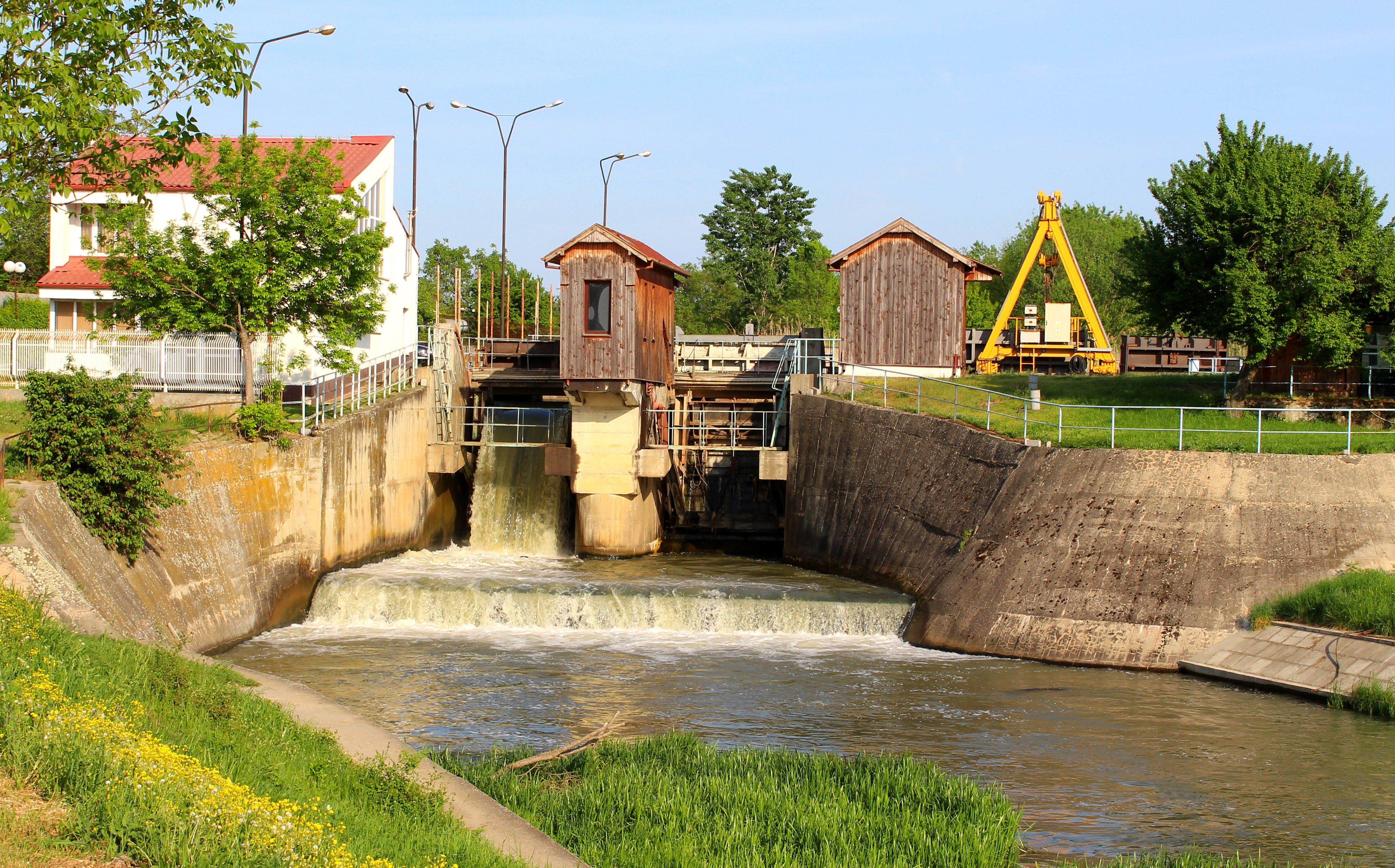
Deversorul
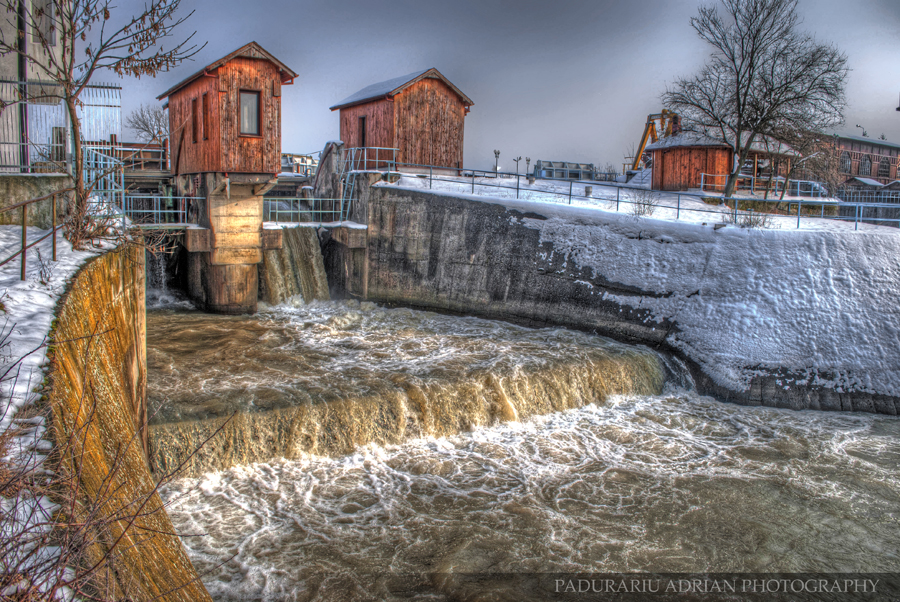
Deversorul iarna
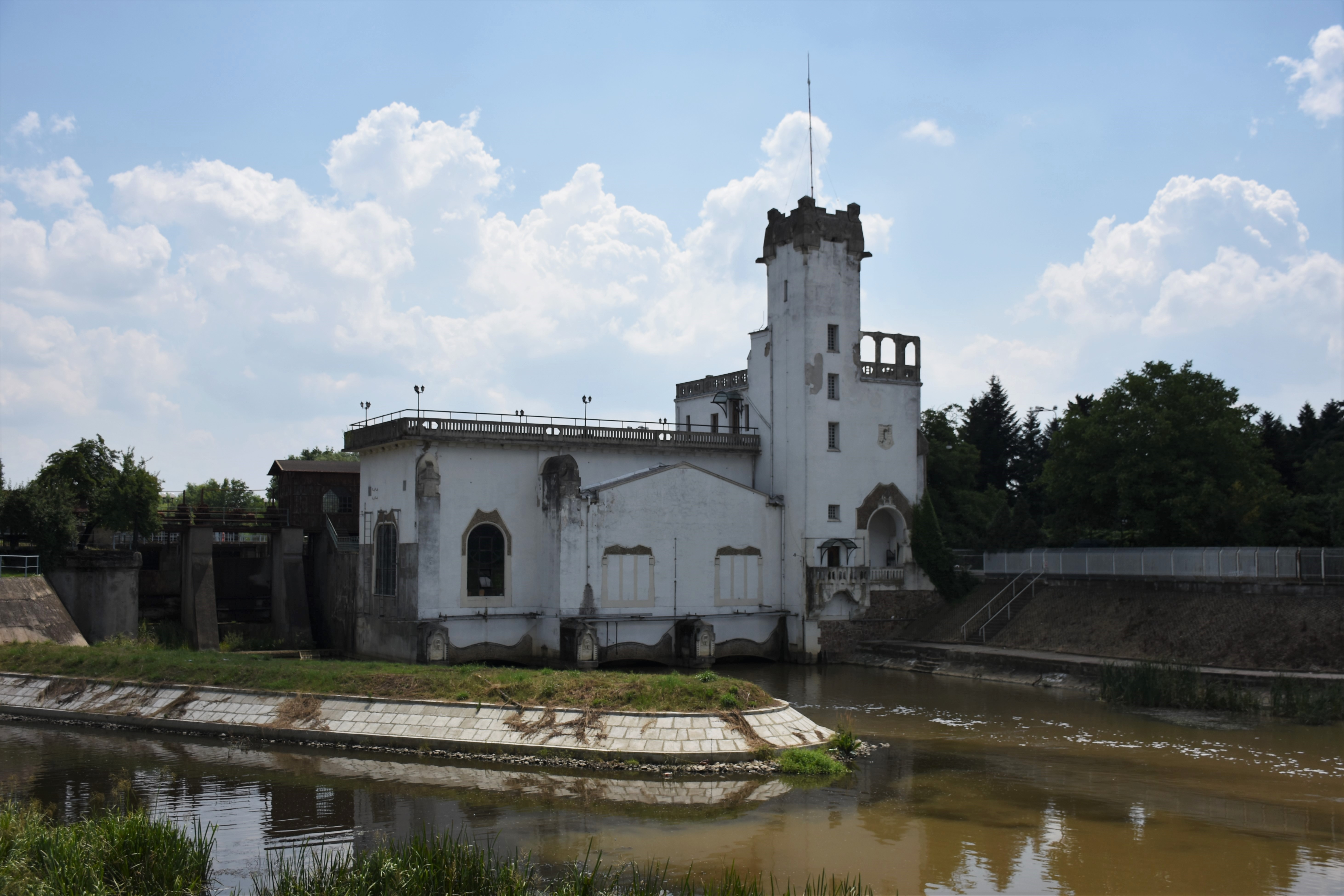
Corpul principal
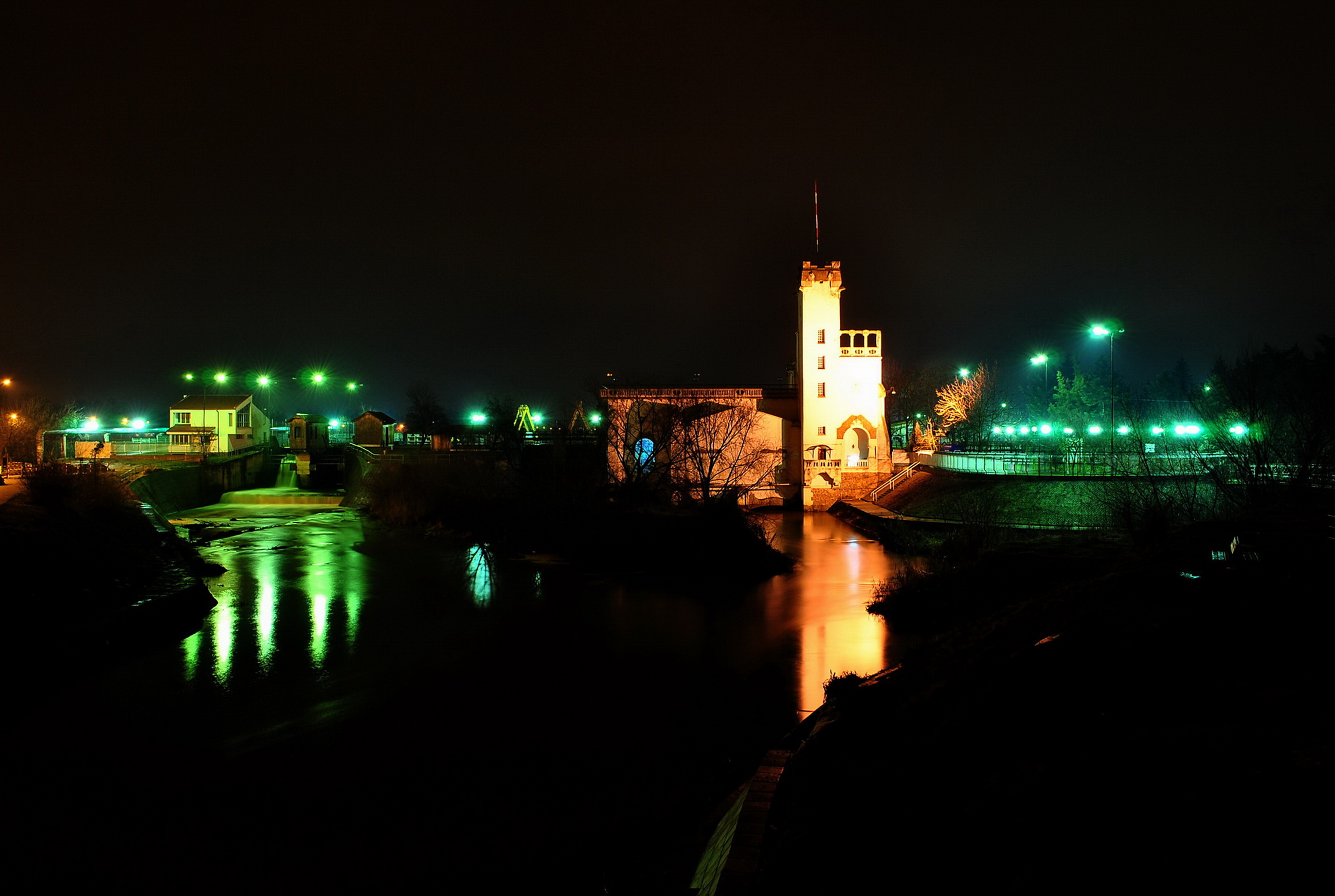
Noaptea
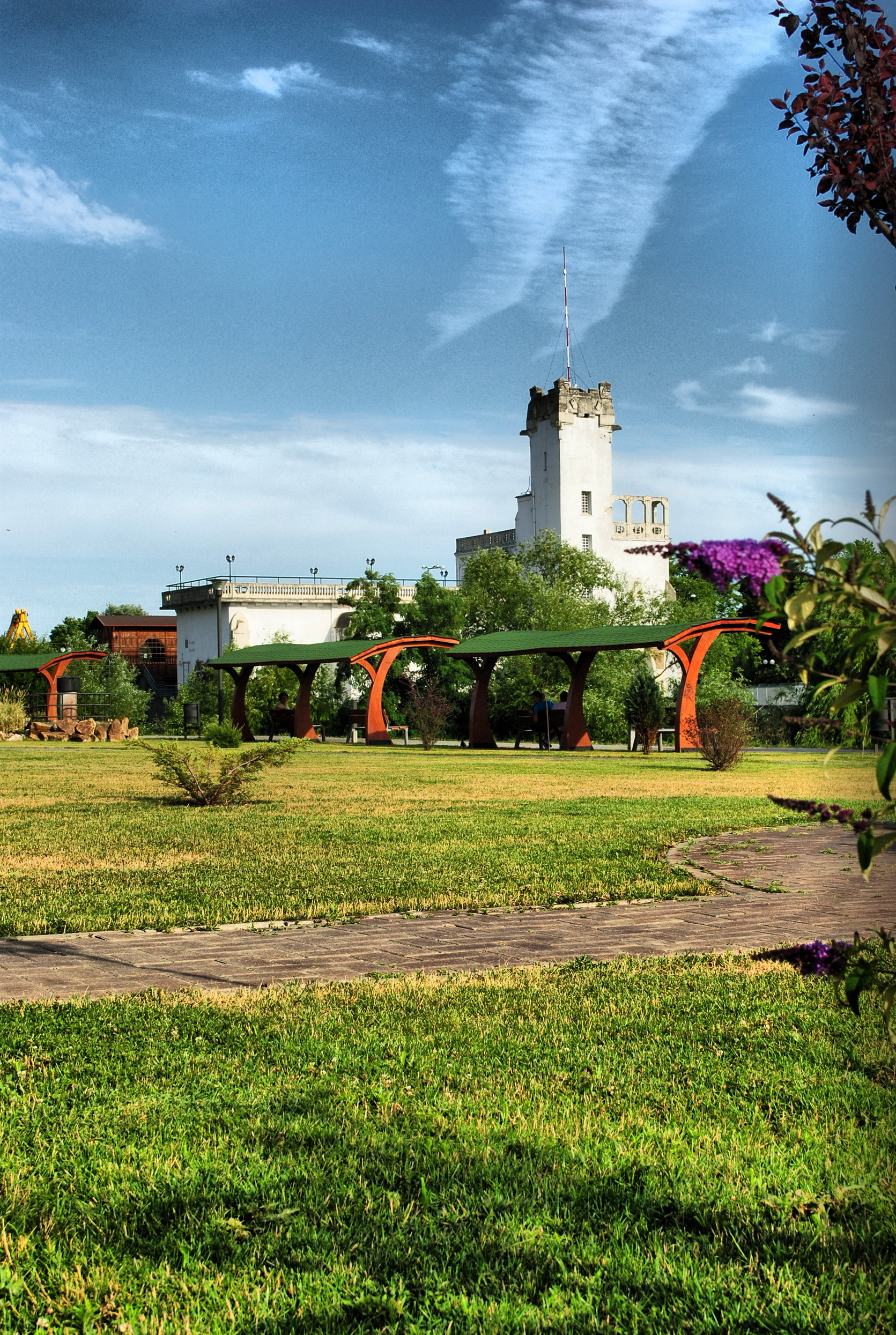
Vedere din Parcul Uzinei